# Sint-Medarduskerk (Wervik)
De Sint-Medarduskerk is een kerk in de Belgische stad Wervik. Deze kerk is een van de ruimste bedehuizen van West-Vlaanderen: 81 meter lang, 37 meter breed en een toren van 86 meter hoog.

## Patroonheilige
De kerk is genoemd naar de heilige Medardus van Noyon. Hij was de bisschop van Vermandois, en leefde in de 5de – 6de eeuw na Christus. Medardus is de patroonheilige van de brouwers, de gevangenen, van de schermmakers en van de wijngaarden.

## Geschiedenis

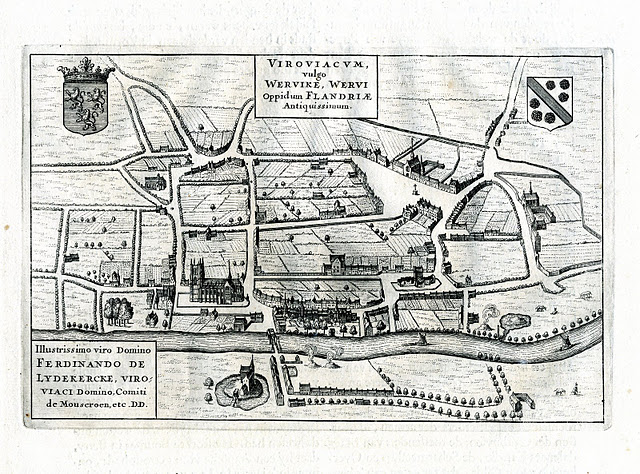
Wervik met de kerk in 1649

Wervik kende in de 13e eeuw een economische bloeiperiode en een daaruit volgende bevolkingstoename. De romaanse Sint-Maartenskerk op het gelijknamige plein werd daarmee te klein.
Rond 1214 werd gestart met de bouw van een nieuwe parochiekerk, toegewijd aan de Heilige Medardus. Van deze kerk blijft uiteindelijk enkel de crypte onder de huidige kooromgang bewaard. Het kerkgebouw zelf werd in 1382 door Bretoense troepen verwoest, waarna onmiddellijk met de bouw van de huidige kerk op dezelfde plaats werd gestart. De kerk werd dubbel zo groot als de vorige. In 1414 was de kerk zo goed als af en de toren in aanleg. In 1433 was ook de toren compleet en daarmee ook de kerk afgewerkt.
De Tachtigjarige Oorlog zorgde ervoor dat de kerk in 1566 door de Geuzen geplunderd werd. De Malcontenten gebruikten de Sint-Medarduskerk in 1579 tijdelijk als verdedigingspunt. Tijdens gevechten brandde ze volledig uit. Tot 1620 stonden nog slechts de buitenmuren van de kerk en stuk van het dak aan de zuidkant overeind. Daarna begon men met de heropbouw.

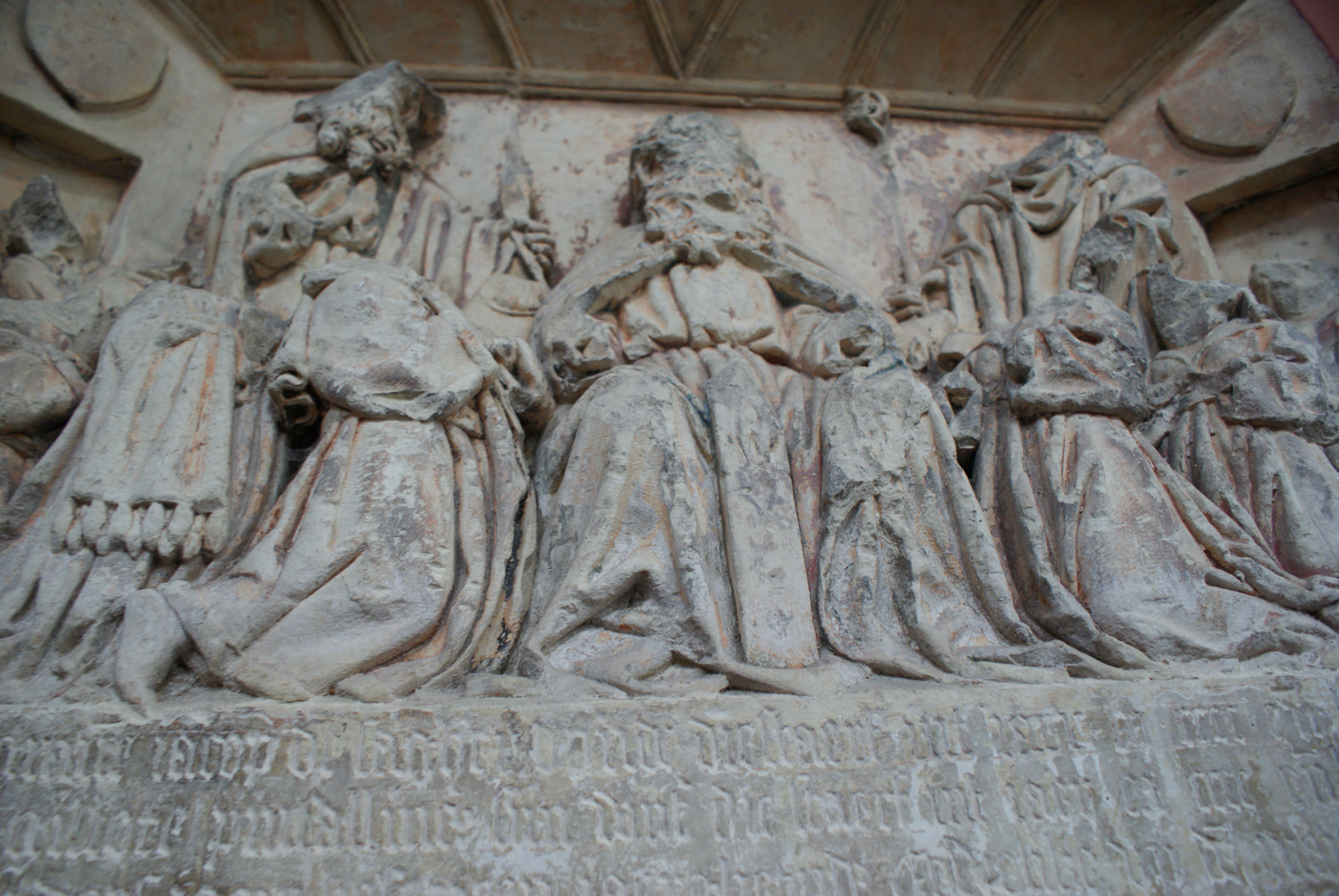
de Geuzen hakten de koppen van religieuze beelden tijdens de beeldenstorm.

In de 18de eeuw bouwde men stenen gewelven en luchtbogen (zes aan het koor en tien aan het schip). Toen kwam de Franse Revolutie waarbij de Sint-Medarduskerk in 1794 door de Fransen weer in de as werd gelegd.
Daarop kwam er nieuwe, iets minder hoge bekapping in essenhout uit de Nonnebossen in Zonnebeke, waarop in 1799 leien werden gelegd.

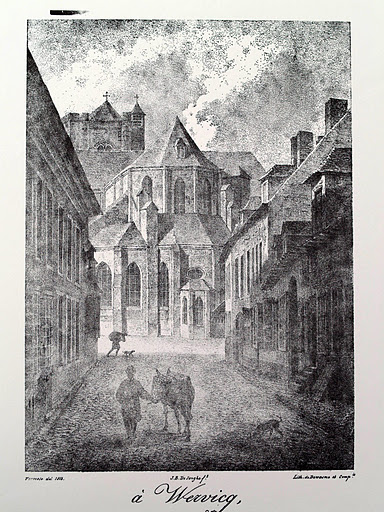
1813

In de 19de eeuw ging de heropbouw verder. In 1887 kwam er kritiek op de architect restaurateur Croquison uit Kortrijk. Zijn aanvullingen, correcties en materiaalvervangingen (Franse witsteen uit Savonnieres in plaats van de oorspronkelijke Atrechtse kalksteen) zorgden voor te veel verschil met het oorspronkelijke ontwerp van de kerk. Het was toen de mode om middeleeuwse gebouwen wat ‘middeleeuwser’ te maken.

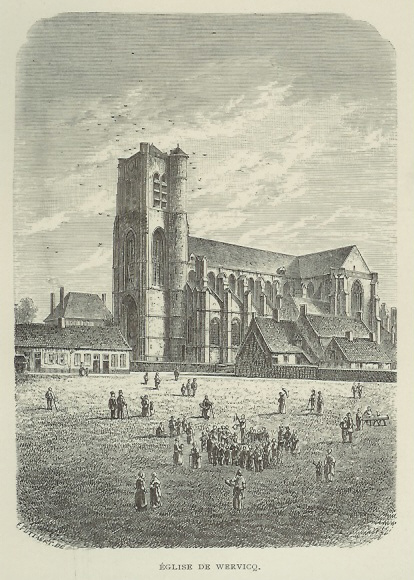
Zicht op de kerk, circa 1830

De werken werden overgebracht aan architect A.Van Assche uit Gent. De restauratiewerken werden vanaf dan doordachter uitgevoerd. Er werd onder andere gekeken naar de afbeelding van de St Medarduskerk op de kaart van Sanderus en naar de Sint Bertinuskerk van Sint-Omaars. De werken werden uitgevoerd in hergebruikt materiaal en gobertangesteen.

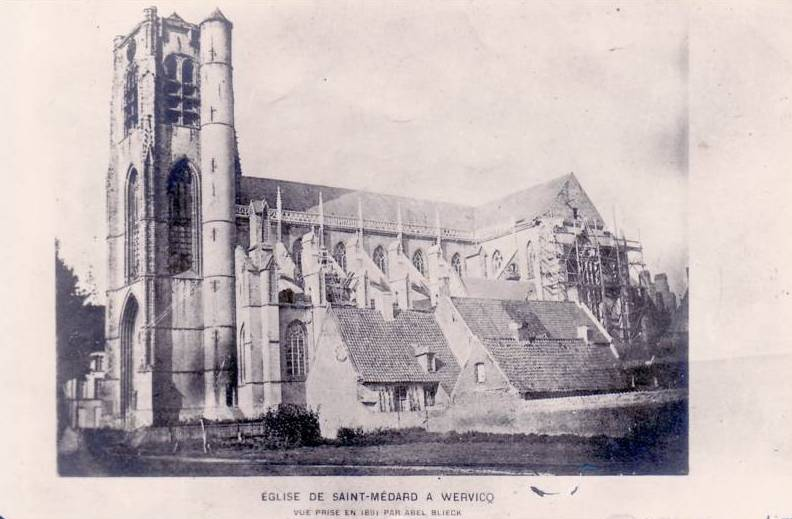
Restauratie, circa 1890

In 1895 bouwde men een doksaal naar de plannen van Van Assche. De werken werden beëindigd met een nieuwe stenen torenlantaarn met spits in 1902.
Tijdens de Eerste Wereldoorlog lag de kerk in Duits gebied en werd als paardenstal en uitkijkpost gebruikt. De Duitsers braken ook het praalgraf van Ridder Hervé de Meriadech open. Het is niet bekend of er iets uit geplunderd werd. De Sint-Medarduskerk werd zwaar beschadigd tijdens bombardementen van 1917.

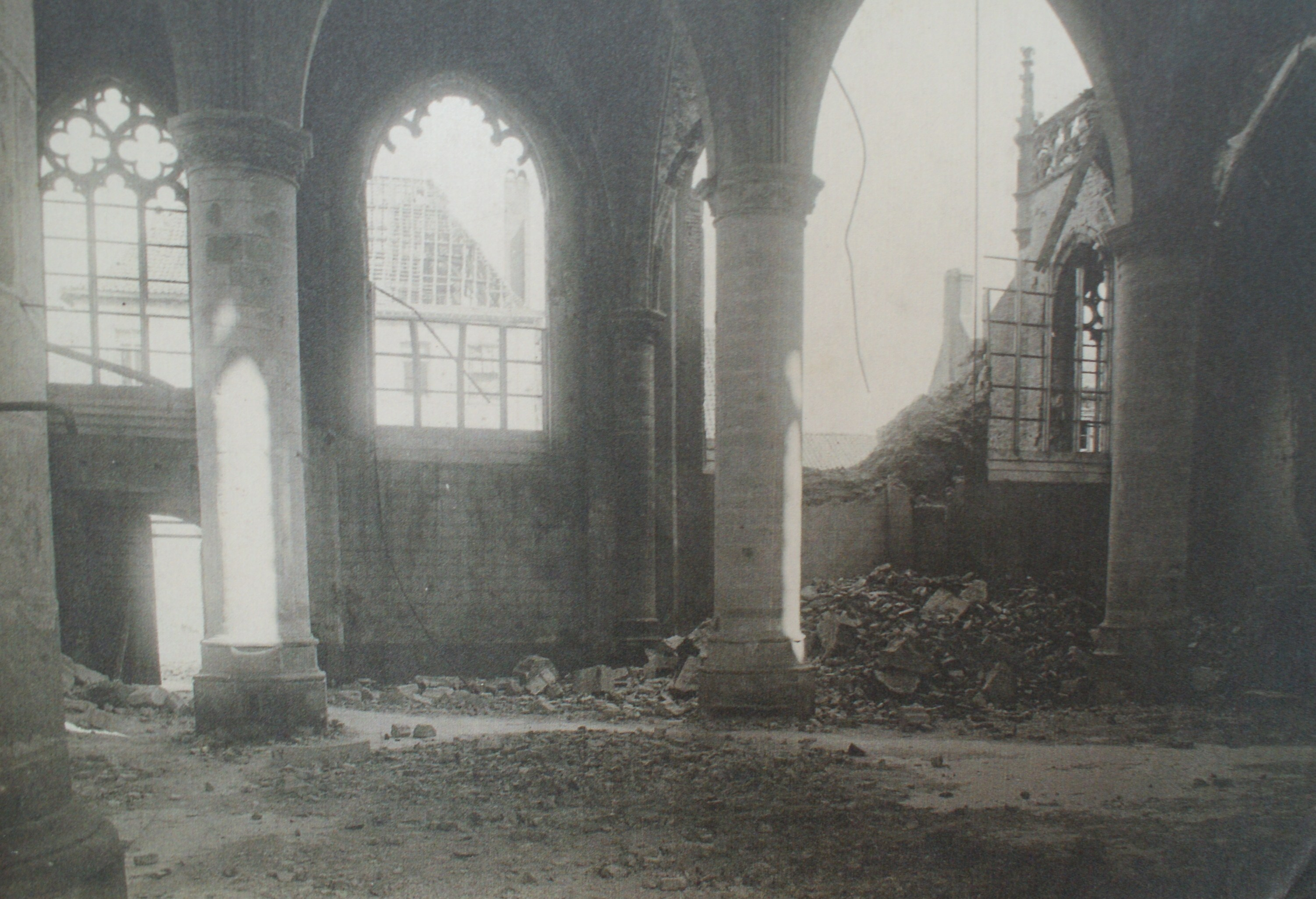
schade aan de kerk na de Eerste Wereldoorlog

Na de oorlog kwamen er weer herstellingswerken onder leiding van architect J. Bosschaert uit Wervik. De noordzijde en de toren (de kant van waar de geallieerden hun bommen afvuurden) hadden restauratie nodig. Dit keer werd opnieuw materiaal hergebruikt. Wat niet hergebruikt kon worden werd vervangen door Euvillesteen.
In de jaren 1980 drong een restauratie zich op. De restauratie heeft tot 2012 geduurd.

## Architectuur
De kerk werd gebouwd tussen 1382 en 1433 in gotische stijl; alleen de vroeggotische achthoekige crypte van de voormalige, door Bretoense troepen verwoeste, parochiekerk is ouder en dateert van 1214. De spits van de toren dateert echter van 1901. Aan de buitenkant van de kerk is te zien dat er twee soorten bouwmateriaal zijn gebruikt. Het koor met kranskapellen en het transept zijn vervaardigd uit grijs-bruine Atrechtse zandsteen, het schip en de toren zijn gebouwd met de lichte Balegemse steen.

## Interieur
De kerk heeft een rijk interieur, hoewel zij verschillende malen geplunderd is (onder andere tijdens de Beeldenstorm) en veel te lijden heeft gehad onder het oorlogsgeweld. De eikenhouten preekstoel (1674-1675) werd gesneden door de Rijselse kunstenaar, Arion. De biechtstoel met beelden van Koning David, de heilige Augustinus van Hippo, de heilige Petrus en de heilige Johannes de Doper werd gemaakt in 1724.

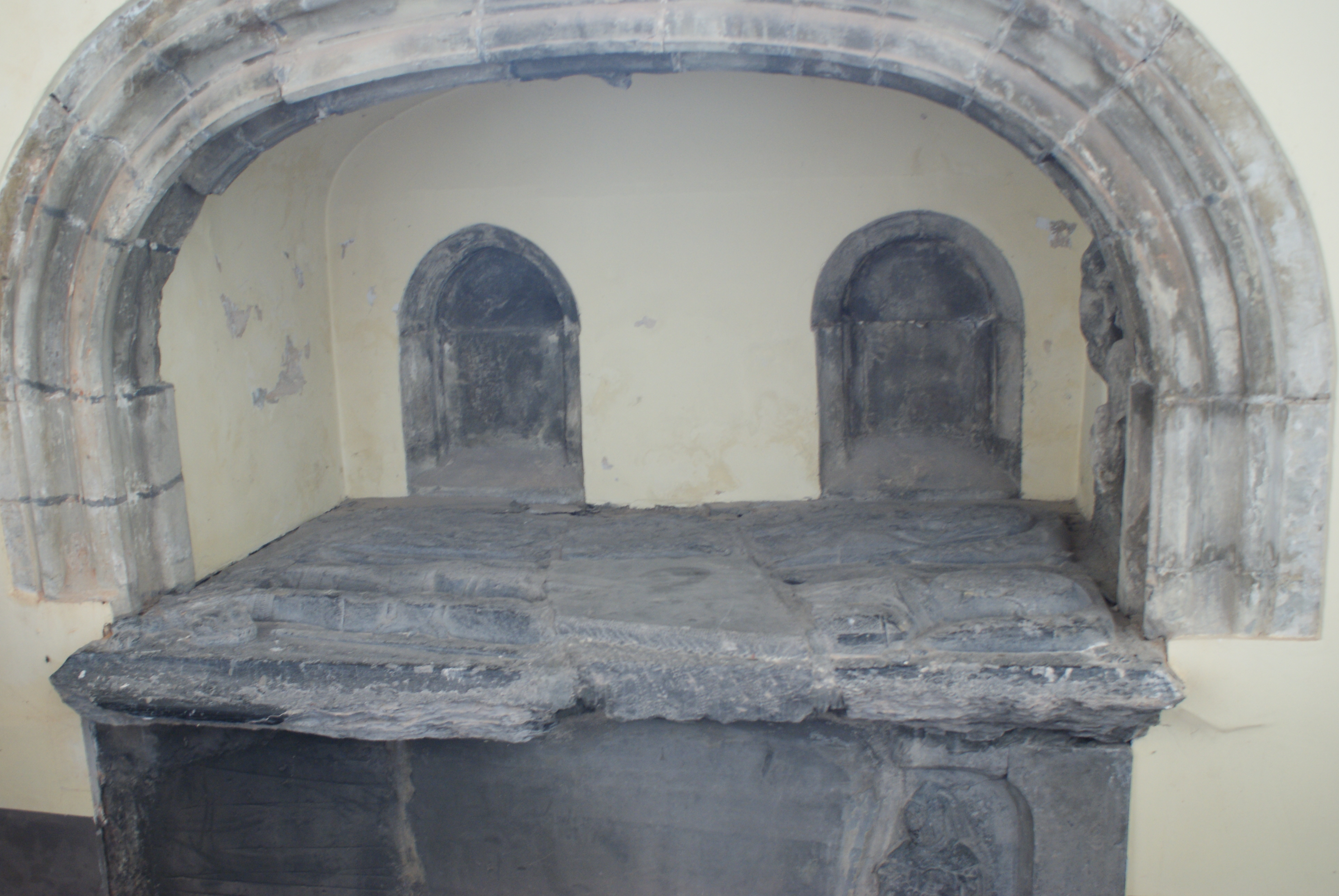
Het graf van Hervé/Ervé de Meriadech in de St-Ritakapel van de kerk.

De kerk bevat een 15de-eeuws praalgraf voor Ervé de Meriadech en Heanne de Croix. Op het graf staan honden als symbolen van trouw. Daarnaast zijn er een aantal achttiende-eeuwse beelden en een groot aantal schilderijen, waaronder werken van Jacob van Oost de Jonge en Jan van Orley. De kerk bevat verder een zestiende-eeuwse gildekast, resten van muurschilderingen, gebrandschilderde ramen en in het koor is een negentiende-eeuwse kruisweg.

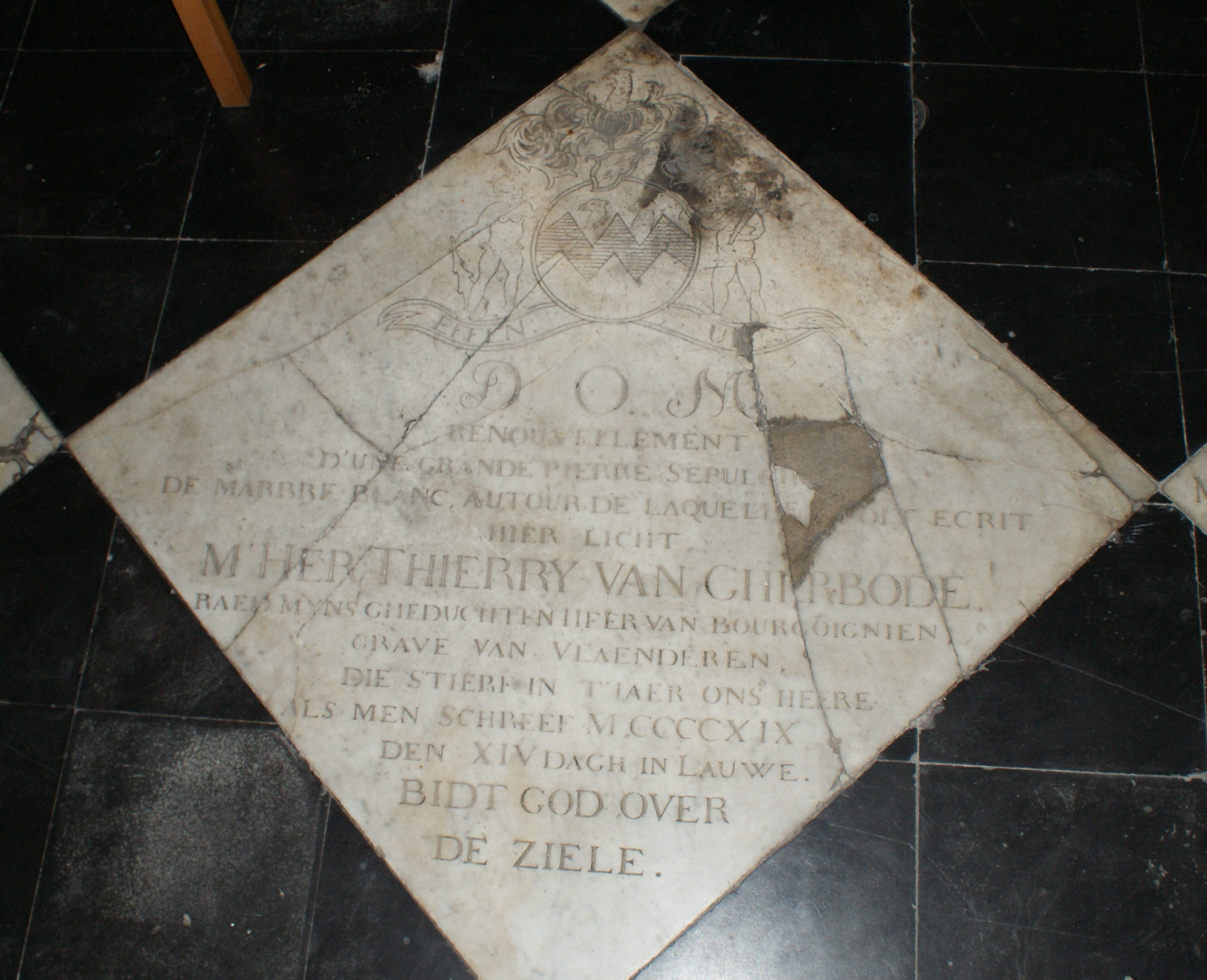
Grafsteen van Diederik van Gherbode, raadgever van de graaf van Vlaanderen uit 1419

De kerk bevat een symfonisch-romantisch orgel van Jules Anneessens uit 1925.

## Mythes en legendes[bron?]
Er wordt vaak beweerd dat de aartshertogen Albrecht en Isabella in 1608 schreven dat er in het Graafschap Vlaanderen geen mooier bedehuis te vinden was dan de Sint-Medarduskerk. De geschiedenis leert ons echter dat de kerk op dat moment in puin lag. Het gebouw was uitgebrand en kreeg pas weer een dak in 1620.
Er wordt ook beweerd dat het spookt in de crypte van de kerk. Oude verhalen spreken van klagend gezang en rammelen van kettingen. Vele jaren durfde niemand deze plaats betreden. In de loop van de 16de eeuw kreeg de crypte de naam Baronkelder omdat er een baron-baljuw werd begraven. Moedige kinderen staken hun hand door het keldervenster en riepen hierbij "baron, baron, eiemie nog nooi gepak, pak mi nu".
Volgens volkse verhalen zouden er ook geheime, ondergrondse tunnels in de crypte aanwezig zijn. De tunnels zouden leiden naar de herberg 't Kapittel in de Ooievaarstraat en volgens sommingen zelfs naar Komen. Anderen spreken over gangen onder de Leie, naar het kasteel van de Heren van Wervik.